# Barebacking
Barebacking (також bareback-секс, бербекінг) (від англ. bareback — неосідланий, без сідла) — термін, що виник в гей-спільноті і позначає незахищений анальний секс між чоловіками без використання презервативу. Термін виник ще до початку пандемії СНІДу, коли незахищені сексуальні контакти серед геїв були звичайним явищем.
До бербекінга можна також віднести фістинг без використання латексної рукавички. З'явившись в гей-середовищі, термін barebacking поступово стає загальновживаним і виходить за межі гей-спільноти, означаючи «незахищений секс» без використання презервативів взагалі незалежно від статі сексуальних партнерів.
Сьогодні bareback-секс означає високий ризик зараження статевими інфекціями, особливо вірусом ВІЛ, гепатитом B і С , папіломавірусами, сифілісом і гонореєю. При цьому на ступінь ризику зараження ЗПСШ не впливає стать або сексуальна орієнтація партнерів. Незважаючи на це, рішення не використовувати презерватив під час сексу в більшості випадків приймається усвідомлено. Це обумовлюється багатьма причинами.

## Поширення
Існує думка, що bareback-секс носить виключно гомосексуальний характер. Однак, згідно з дослідженнями Берлінського Інституту Роберта Коха, незахищений секс серед гетеросксуалів поширений набагато ширше, а використання безпечного сексу в гей-середовищі практикується значно частіше.
Однак і серед геїв поширення bareback-сексу за останнє десятиліття почало набирати силу. Різні дослідники пояснюють цей феномен тим, що увага суспільства до проблеми СНІДу дещо послабшала, створюючи ілюзію того, що СНІДу більше немає. Крім того, багато людей вірять в можливості сучасної медицини, а також в те, що «з ними такого не трапиться».
Згідно з дослідженнями Інституту Кінсі в США, близько 10-20 % як гомо-, так і гетеросексуальних чоловіків готові піти на статевий акт навіть не дивлячись на те, що він може поставити під загрозу їхнє здоров'я. Також в результаті досліджень з'ясувалося, що незахищеним сексом займаються люди, схильні до авантюризму.

### Поширення серед ЧСЧ
Ряд досліджень, проведених в Сан-Франциско, Сіднеї та Нідерландах, виявили, що чоловіки, які практикують секс із чоловіками (ЧСЧ), з середини 1990-х років стали практикувати більше незахищених анальних контактів. З 1984 по 1988 роки відсоток чоловіків, які зізналися в незахищеному анальний секс за останні шість місяців, скоротився з 78 % до 33 %. З початку 1990-х років ці показники знову стали рости, досягнувши 38 % в 1995 році, та 55 % — у 2009 році.
Згідно американським дослідженням 2003 року, з 448 опитаних чоловіків, які практикують секс з чоловіками, 45,5 % мали незахищені сексуальні контакти. Серед ВІЛ-позитивних чоловіків частка практикуючих bareback-секс становила 60,9 %.
Нові дослідження, проведені в 2011 році в США, показали, що молоді чоловіки та підлітки, які практикують одностатевий секс, зазвичай не використовують презервативи із постійним партнером. При цьому незахищений секс у вісім разів частіше зустрічається в «серйозних взаєминах», в порівнянні з випадковими зв'язками. Дослідження також показало, що в середньому на кожного партнера доводилося 5,74 епізоду незахищеного сексу. Крім того, майже в 3 рази частіше займалися незахищеним сексом учасники, які повідомили про секс із жінками. Згідно з дослідженням, що тривали більше 6 місяців відносини підвищують ризик незахищеного сексу на 62 %, вживання наркотиків — на 45 %, а насильство у відносинах з партнером — на 88 %.
Бербекінг лежить в основі формування особливої сексуальної субкультури всередині гей-спільноти. Однак не слід плутати бербекінг та багчейзінг, при якому людина також вступає в незахищені статеві контакти, проте свідомо шукає зараження.

### Поширення в різностатевих парах
Дослідження, проведене Міністерством охорони здоров'я штату Нью-Йорк в 2010 році, показало, що лише 23 % гетеросексуальних жінок, які практикують зі своїми партнерами анальний секс, вимагали від своїх партнерів використовувати презерватив при таких видах сексуальних контактів. При цьому до незахищеного анального сексу більше схильні молоді жінки. Серед геїв та бісексуальних чоловіків, згідно з тим же джерелом, ця цифра становить 61 %.

## Ризики

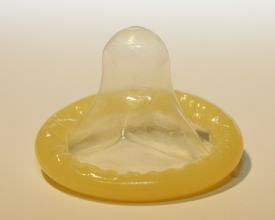
Чоловічий презерватив.

При незахищеному сексі виникають дуже високі ризики зараження хворобами, що передаються статевим шляхом: гепатитом, ВІЛ-інфекцією або сифілісом. Навіть в тих випадках, коли обидва партнери ВІЛ-інфіковані, є можливість зараження іншими інфекціями, що передаються статевим шляхом, в тому числі й повторне зараження ВІЛ іншого різновиду, що може привести до погіршення стану здоров'я або виникнення в організмі штамів вірусу, стійких до прийнятих медикаментів.
Усередині постійної пари або подружньої пари, де партнери дотримуються сексуальної вірності, ризик зараження статевими інфекціями під час незахищеного сексу досить низький. Однак лікарі радять навіть в цьому випадку час від часу робити медичні аналізи на наявність статевих інфекцій. На жаль, й в моногамних взаєминах не можна повністю виключати можливість зараження ВІЛ-інфекцією, так як партнер міг бути заражений ще до початку відносин та може не знати про це. Не є рідкістю поширення захворювань, що передаються статевим шляхом, всередині постійних пар й внаслідок невірності одного з партнерів. Згідно з дослідженнями, близько чверті всіх нових випадків зараження ВІЛ-інфекцією походить від постійного партнера.
Ризик зараження при анонімному або груповому сексі, наприклад, на свінгер-вечірках, в «темних кімнатах», саунах або через отвори в стіні в туалетах, зростає в багато разів.

## Мотиви бербекінгу
Різними дослідниками були вивчені мотиви, за якими люди, що практикують бербекінг, йдуть на свідомі ризики для здоров'я. До таких мотивів можна віднести:
- Банальна відсутність презервативу під рукою або небажання витрачати на нього гроші.
- Зміна обстановки, викликана втомою від постійного використання презервативів.
- Небажання використання презервативів через погану чутливість або проблем із ерекцією при використанні презервативів.
- Алергія на матеріали, з якого виготовляються презервативи.
- Бажання пізнати «секс без зобов'язань» без використання презерватива в порівнянні із сексом з постійним партнером та із використанням презерватива.
- Уявлення, що незахищений секс створює відчуття більшої фізичної і психологічної близькості між партнерами під час статевого акту.
- Уявлення про те, що незахищений секс приносить більше задоволення.
- Якщо обидва партнери моногамні і у них немає ніяких інфекцій, можливість займатися незахищеним сексом є для них стимулом зберігати моногамію.
- Уявлення, що між двома ВІЛ-негативними (або між двома ВІЛ-позитивними) сексуальними партнерами немає сенсу в безпечному сексі.
- Сліпа віра в сучасну медицину і в те, що і зі СНІДом можна довго і безтурботно жити, лише приймаючи таблетки.
- Думка, що «зі мною такого просто не може відбутися».
- Думка, що ВІЛ — невід'ємна частина життя гея і зараження все одно не уникнути.
- Бажання тісніше вжитися в гей-середовище, слідуючи «моді» або сучасним тенденціям.
- Гомофобія, в тому числі і інтерналізована (внутрішня) гомофобія, і викликана нию відчуття безвиході і безнадії на щасливе майбутнє.

Дослідження також показують, що найбільш швидку готовність до незахищеного сексу виявляють особи, що вживають алкоголь і наркотичні речовини.

## Barebacking у порноіндустрії
В США і Європі гей-порно зазвичай знімається із використанням презервативів, на відміну від гетеросексуальної порнографії, в якій засоби захисту — величезна рідкість. Однак, в останні роки і серед гомосексуальної порнографії росте попит на так зване bareback-порно, яке стало практично окремим жанром. Особливо в Європі, де до 60 % всіх гей-порно-фільмів відноситься до категорії «bareback».
Зазвичай до зйомок допускають тільки акторів з довідками про аналізи на ВІЛ, але такого заходу безпеки недостатньо, так як стандартні тести на антитіла до ВІЛ достовірні лише через 3 місяці після останнього ризику. Так, наприклад, в 2007 році в Великій Британії розгорівся скандал, коли кілька порноакторів були заражені ВІЛ-інфекцією під час зйомок фільму, хоча всі актори успішно пройшли тест на ВІЛ.
Велике число bareback-порно також негативно позначається на поширенні незахищеного сексу серед чоловіків, які практикують секс із чоловіками.
У 2009 році американська організація AIDS Healthcare Foundation спробувала через суд зобов'язати порноакторів використовувати презервативи під час зйомок. Однак, вимога громадської організації було відкинуто судом.